# Соколов Іван (шахіст)
Іван Соколов (англ. Ivan Sokolov; народився 13 червня 1968 року в Сараєво, СР Боснія і Герцеговина, Соціалістична Федеративна Республіка Югославія) — нідерландський шахіст, гросмейстер (1987).
Його рейтинг на січень 2025 року — 2590 (199-те місце у світі, 6-те — у Нідерландах).
Учасник 12-ти шахових олімпіад у складі збірних Югославії, Боснії та Герцеговини, Нідерландів. 
 Переможець командного чемпіонату Європи 2005 року у складі збірної Нідерландів.

## Зміни рейтингу
| На цьому місці має відображатися графік чи діаграма, однак з технічних причин його відображення наразі вимкнено. Будь ласка, не видаляйте код, який викликає це повідомлення. Розробники вже працюють для того, щоби відновити штатне функціонування цього графіка або діаграми. | |
| | На цьому місці має відображатися графік чи діаграма, однак з технічних причин його відображення наразі вимкнено. Будь ласка, не видаляйте код, який викликає це повідомлення. Розробники вже працюють для того, щоби відновити штатне функціонування цього графіка або діаграми. |